# جبل مابو
جبل مابو هو جبل يقع في شمال موزمبيق، ويشتهر بغاباته المطيرة القديمة. يبلغ ارتفاعه قرابة 1700 متر (5600 قدم) وتغطي الغابة قرابة 7000 هكتار (27 ميل مربع). على الرغم من كونها معروفة محليًا، إلا أن غابة جبل مابو والحياة البرية المتنوعة للغاية بها كانت غير معروفة لعلماء النبات والحيوان حتى عام 2005. تمت زيارت الموقع بعد تصفح غوغل إيرث في 2005 من قبل فريق من العلماء من صندوق الحفاظ على جبل مولانجي (MMCT) والعديد من علماء الطيور، وفي وقت لاحق من عام 2008 من قبل علماء من الحدائق النباتية الملكية في كيو. من خلال تصفح عرض القمر الصناعي لبرنامج غوغل إيرث للبحث عن نقاط ساخنة غير معروفة للحياة البرية في إفريقيا. غالبًا ما يشار إليها باسم «غابة غوغل»
.